# 伍德拜恩 (喬治亞州)
伍德拜恩（英語：Woodbine）是一個位於美國喬治亞州康登縣的城市。根據2010年美國人口普查，該地人口為1412人，而該地的面積約為6.70平方千米。同時該地也是康登縣的縣治。

## 地理
伍德拜恩的座標為30°57′43″N 81°43′12″W / 30.96194°N 81.72000°W，而該地的平均海拔高度為4米（即13英尺）。